# Ascolabium
Ascolabium é um género botânico pertencente à família das orquídeas (Orchidaceae).